# Goryeo
Goryeo (고려?, 高麗?, KoryŏMR) fu un regno coreano fondato nel 918 da re Taejo, che unificò i Tre regni posteriori nel 936 e governò la maggior parte della penisola coreana finché non fu sostituito da Joseon nel 1392. Goryeo espanse i confini della Corea a Wŏnsan nel nord-est (936–943), al fiume Yalu (993) e infine a quasi tutta la penisola (1374). Dal suo nome deriva l'esonimo "Corea".
La religione di Stato era il buddhismo, che conviveva però con il taoismo, il confucianesimo in rapida diffusione e l'antico sciamanesimo. La dinastia Wang governò il regno per tutti i cinque secoli della sua storia e, al momento della sua nascita, Goryeo era uno degli Stati più avanzati del tempo. Sebbene vigesse un sistema simile al feudalesimo, non ricalcava il corrispondente europeo o giapponese. In questo periodo iniziarono a svilupparsi consuetudini e aspetti della società che avrebbero posto le basi alla cultura coreana moderna.
Tra le più grandi opere di Goryeo figurano le ceramiche celadon, di qualità superiore a quelle cinesi, i Tripitaka Koreana, le sacre scritture buddhiste (Tripiṭaka) incise su 80.000 tavolette di legno conservate al tempio Haein, e il Jikji, un libro a caratteri mobili stampato nel 1377, settantotto anni prima di Gutenberg.

## Etimologia
Il nome Goryeo (고려?, 高麗?) significa "alte montagne e acque impetuose" e deriva da Goguryeo (고구려?, 高句麗?), uno dei Tre regni di Corea, che Goryeo considerava suo predecessore. Goguryeo cambiò inoltre nome in Goryeo durante il regno di Jangsu nel quinto secolo.

## Storia

### Antefatti e fondazione

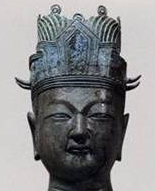
Scultura raffigurante Wang Geon, fondatore di Goryeo.

Verso la fine del IX secolo, Silla, che aveva unificato i Tre regni di Corea nel 668, iniziò a indebolirsi e perse il controllo sui signori locali; il potere centrale si disintegrò e il paese entrò in un periodo di guerra civile e ribellioni guidate da Gung Ye, Gi Hwon, Yang Gil e Gyeon Hwon. Nel 892 Gung Ye fondò Taebong, mentre Gyeon Hwon Hubaekje nel 901. Insieme a Silla unificato, ormai al tramonto, sono noti come Tre regni posteriori.
Il figlio di un signorotto locale, Wang Geon, si unì a Taebong come generale, ma in seguito rovesciò Gung Ye e nel 918 fondò lo stato di Goryeo, che si considerava successore di Goguryeo, in quanto Wang Geon fece risalire la propria stirpe a una famiglia nobile di Goguryeo.
Goryeo adottò una politica amichevole nei confronti di Silla e ostile nei confronti di Baekje, ma, nel 927, fu sconfitto da Baekje presso Taegu e Wang Geon perse i suoi migliori sostenitori nella battaglia. Per tre anni, Baekje dominò i Tre regni posteriori, ma, dopo una sconfitta ad Andong nel 930, perse il suo potere.
L'era dei Tre regni posteriori terminò quando Goryeo annetté Silla nel 935 e sconfisse Hubaekje nel 936. Wang Geon sposò le figlie delle famiglie reali di Silla e Hubaekje, integrando nel nuovo regno l'aristocrazia dei due Paesi sconfitti tramite i legami matrimoniali. Con il nome di re Taejo, fu il primo sovrano a governare la penisola coreana unita; rispettò i vinti e permise alla maggior parte della nobiltà di conservare le proprie terre, oltre che di ricoprire cariche governative. Spostò la capitale alla sua città natale, Gaegyeong (개경?, 開京?), che divenne uno degli insediamenti più attraenti del tempo, dove Taejo costruì palazzi, templi buddhisti, una moltitudine di padiglioni, un palazzo reale circondato per la prima volta da mura e un'intera città completata nel 1029 e con venticinque cancelli. All'inizio del dodicesimo secolo, ci vivevano circa 130.000 persone. Ricostruì anche la precedente capitale di Goguryeo e la chiamò Seogyeong, "capitale occidentale".
Dopo aver unito la penisola, Taejo iniziò a recuperare le terre appartenute in precedenza a Goguryeo, estendendo i confini fino al fiume Yalu e all'isola di Jeju nel 938. Introdusse una serie di riforme e, sebbene fosse buddhista, sostenne l'introduzione del sistema statale confuciano, attuò riforme terriere ed esattoriali, e permise che la terra fosse ereditata dal secondo o terzo figlio se il primo si fosse dimostrato inadatto. Taejo governò il regno per sette anni prima che il principe ereditario salisse al trono in seguito alla sua morte e la successione non fu contestata.
Nel 937, un anno dopo l'unificazione dei Tre regni posteriori, gran parte della classe dominante di Balhae e il suo ultimo principe ereditario, Dae Gwang-hyeon, fuggirono a Goryeo. Il principe fu accolto con calore nella famiglia reale, unificando i due regni successori di Goguryeo.

### Invasione dei Kitai e spedizione dei manciù
I manciù nella regione del fiume Yalu erano tributari di Goryeo dal regno di Wang Geon, che aveva chiesto il loro aiuto durante le guerre dei Tre regni posteriori, ma i manciù giurarono fedeltà alternativamente a Liao e Goryeo più volte, approfittando della tensione tra le due nazioni; rappresentando una minaccia potenziale alla sicurezza del confine settentrionale di Goryeo, i manciù offrivano tributi alla corte aspettandosi in cambio doni sontuosi. Secondo il Goryeosa, nel 918 le terre circostanti l'antica capitale di Pyongyang, in rovina da molto tempo, erano usate dai barbari stranieri per cacciare e razziare occasionalmente i confini di Goryeo; di conseguenza, Wang Geon ordinò ai suoi sudditi di ripopolare la città e mandò presto suo cugino Wang Sik-ryeom a difenderla.
Nel 993, il Liao dei Kitai invase il confine nord-ovest di Goryeo con un esercito che il comandante di Liao affermò contasse 800.000 uomini. Dopo un momento di stallo, il diplomatico di Goryeo Seo Hui raggiunse un accordo tramite un negoziato. Stando ai termini concordati, Goryeo accettava di interrompere l'alleanza con la Cina della dinastia Song, di adottare il calendario di Liao e diventarne uno stato tributario. Seo Hui negoziò e ottenne il permesso di Liao di annettere la terra tra il confini di Liao e di Goryeo fino al fiume Yalu, allora occupato dalle problematiche tribù manciù, dicendo che in passato quella terra apparteneva a Goguryeo, predecessore di Goryeo. Con il negoziato, Liao si ritirò, ma Goryeo continuò il dialogo con la dinastia Song, avendo rafforzato le sue difese costruendo una fortezza nei territori settentrionali appena ottenuti.
Nel 1009, il generale Gang Jo di Goryeo guidò un colpo di stato contro re Mokjong, uccidendolo e instaurando un governo militare. Liao attaccò quindi il regno l'anno seguente con 400.000 soldati, affermando di voler vendicare la morte di Mokjong. Gang Jo bloccò il primo attacco, ma fu sconfitto al secondo e giustiziato. Re Hyeonjong di Goryeo fu costretto a scappare temporaneamente a Naju, mentre la capitale fu saccheggiata e bruciata dai Kitai. Incapaci di stabilire un punto d'appoggio e temendo un contrattacco da parte degli eserciti coreani riuniti, i Kitai infine si ritirarono. In seguito, il re di Goryeo domandò la pace, ma l'imperatore di Liao chiese che venisse di persona e cedesse delle aree chiave lungo il confine; la corte di Goryeo rifiutò le pretese, portando a un decennio di ostilità tra le due nazioni, durante il quale entrambe fortificarono i confini in preparazione alla guerra. Liao attaccò Goryeo nel 1015, 1016 e 1017, ma i risultati non furono decisivi.
Nel 1018, Liao mise insieme un esercito di 100.000 uomini per invadere Goryeo. In preparazione, il generale Gang Gam-chan ordinò che un torrente ad est di Heunghwajin venisse arginato. Quando i Kitai attraversarono il fiume Yalu, Gang Gam-chan aprì la diga e attaccò di sorpresa il nemico con 12.000 soldati a cavallo, infliggendo perdite ingenti e impedendo la ritirata. Le truppe dei Kitai perseverarono e si diressero verso la capitale, ma incontrarono una forte resistenza e attacchi costanti, e furono quindi costrette a ritirarsi a nord. Gang Gam-chan e i suoi aspettarono a Gwiju e li circondarono, annientandone la maggior parte. Appena poche migliaia di soldati di Liao sopravvissero dopo la battaglia di Gwiju.

Il generale Yun Gwan (1040-1111) e il suo esercito.

Nella tarda estate del 1019, Liao radunò un altro grande esercito, ma entrambe le parti riconobbero la difficoltà di ottenere una vittoria decisiva: re Hyeonjong mandò quindi una missione tributaria a Liao nel 1020 e l'imperatore Shengzong lo perdonò. In seguito, i rapporti tributari tra Goryeo e Liao ripresero, e Goryeo interruppe le sue relazioni con la dinastia Song. Tra i due stati non ci furono più conflitti, e Goryeo non temette più Liao. A partire dal 1030, Goryeo riprese contatti non ufficiali con i Song e ricevette centinaia di navi mercantili all'anno; tuttavia, la corte Song vedeva la nazione estera con preoccupazione, e inoltre Goryeo era considerato l'unico Paese non conquistato da Liao, che si credeva lo temesse.
Dopo le vittorie contro Liao, Goryeo sperimentò un'età d'oro che durò un secolo, durante il quale ci furono grandi avanzamenti nella pittura e nella stampa, fu promosso l'apprendimento e dispensate conoscenze di filosofia, letteratura, religione e scienza; per il 1100, si contavano dodici università dalle quali uscivano studiosi e scienziati famosi. Nel 1087, fu completata la prima versione del Tripitaka Koreana dopo molti anni di lavoro.
Tradizionalmente, i manciù a nord di Goryeo avevano reso omaggio ai suoi sovrani e chiamato Goryeo "paese genitore", ma, in seguito alla sconfitta di Liao nel 1018, la tribù Wanyan di Heishui Mohe unificò le altre e aumentò la propria forza
Nel 1107, il generale Yun Gwan guidò il Byeolmuban, un esercito di nuova formazione composto da circa 17.000 uomini, ad attaccare i manciù, che, dopo diversi anni, furono sconfitti e si arresero. Per segnare la vittoria, il generale Yun costruì nove fortezze lungo il confine nordorientale; tuttavia, nel 1108 il nuovo re, Yejong, gli ordinò di ritirarsi e, a causa di manipolazioni e intrighi da parte delle fazioni di opposizione, fu licenziato dal suo incarico. L'opposizione combatté per assicurare che le nuove fortezze venissero consegnate ai manciù.
Durante il regno del capo manciù Wuyashu tra il 1103 e il 1113, il confine delle due nazioni rimase stabile e le forze coreane si ritirarono dai territori manciù, riconoscendole il controllo sulla regione contesa.
Per difendersi dagli attacchi di manciù e Kitai, nel 1033-1034 Goryeo costruì una lunga muraglia al confine.

### Lotte di potere
La casata Yi di Inju aveva dato in sposa le sue donne ai sovrani dai tempi di Munjong fino al diciassettesimo re, Injong, guadagnando alla fine più potere del re stesso e portando al colpo di stato di Yi Ja-gyeom nel 1126. Il colpo di stato fallì, ma il potere del monarca ne risultò indebolito e ci fu una guerra civile tra la nobiltà.
Nel 1135, il monaco Myocheong argomentò a favore dello spostamento della capitale a Seogyeong, e questa proposta divise i nobili. La fazione guidata da Myocheong era a favore per espandere il regno in Manciuria, mentre l'altra, guidata da Kim Bu-sik voleva mantenere le cose come stavano. Myocheong non riuscì a convincere il re e si ribellò, creando lo stato di Daebang, ma fu poi ucciso.

### Regime militare
Anche se Goryeo era stato fondato dai militari, la loro autorità era in declino. Nel 1014 ci fu un colpo di stato, ma gli effetti non durarono a lungo, e l'unico risultato fu rendere i generali insoddisfatti della supremazia dei funzionari civili.
Inoltre, sotto il regno di re Uijong, agli ufficiali militari fu proibito di entrare nel consiglio di sicurezza e, persino nei momenti di emergenza, non poteva assumere il comando. Dopo il caos politico, Uijong iniziò a viaggiare per i templi locali e a studiare i sutra, quasi sempre accompagnato da un gran numero di funzionari. Gli ufficiali erano in gran parte ignorati, e venivano persino utilizzati per costruire templi e stagni artificiali.
Nel 1170, un gruppo di ufficiali guidato da Jeong Jung-bu, Yi Ui-bang e Yi Go lanciò un colpo di stato di successo, facendo cominciare il periodo del governo militare. Re Uijong fu esiliato e re Myeongjong fu incoronato, ma il potere effettivo era in mano a un gruppo di generali che usava una guardia scelta nota come Tobang per controllare il trono. Nel 1179, il giovane generale Gyeong Dae-seung salì al potere e cercò di riportare il pieno potere nelle mani del re, liberandosi della corruzione statale; tuttavia, morì nel 1183 e fu seguito da Yi Ui-min, che aveva un retroterra da schiavo. La sua sfrenata corruzione e crudeltà portarono a un colpo di stato del generale Choe Chung-heon, che lo assassinò e assunse il potere supremo nel 1197. Per i 61 anni seguenti, la famiglia Choe governò da dittatrice militare, mantenendo i re come monarchi fantoccio; Choe Chung-heon fu a sua volta succeduto dal figlio Choe U, dal nipote Choe Hang e dal bisnipote Choe Ui.
Quando assunse il controllo, Choe Chung-heon tolse re Myeongjong dal trono e lo sostituì con re Sinjong. La differenza rispetto ai governi militari precedenti fu il coinvolgimento attivo di studiosi, in particolare il primo ministro Yi Gyu-bo, uno scolaro-funzionario confuciano.
Dopo la morte di Sinjong, Choe mise sul trono il figlio, che divenne re Huijong, che tentò una rivolta, fallita, sette anni dopo e fu rimpiazzato dall'arrendevole re Gojong.
Anche se la famiglia Choe instaurò uomini forti e leali, le continue invasioni mongole devastarono l'intera nazione, portando a un indebolimento nella capacità difensiva e al tramonto del potere del regime militare.

### Invasioni mongole e dominio di Yuan
In fuga dai mongoli, nel 1216 i Kitai invasero Goryeo e ne sconfissero l'esercito più volte, giungendo persino ai cancelli della capitale e razziando il sud, ma furono sconfitti dal generale Kim Chwi-ryeo, che li spinse nuovamente a nord nella provincia di Pyongan, dove nel 1219 i sopravvissuti furono uccisi da un'alleanza tra Goryeo e i mongoli. Questi ultimi invasero poi Goryeo nel 1231 guidati da Ögedei Khan, e la corte reale si spostò sull'isola Ganghwa, nella baia di Gyeonggi, nel 1232. Il sovrano militare del tempo, Choe U, volle combattere; Goryeo resistette per circa trent'anni, ma alla fine chiese la pace nel 1259.
Nel frattempo, i mongoli attuarono sei diverse campagne (negli anni 1231, 1232, 1235, 1238, 1247 e 1253) che devastarono le province di Gyeongsang e Jeolla. Tra il 1253 e il 1258, il generale Jalairtai Qorchi del condottiero Möngke Khan invase quattro volte la Corea, mietendo moltissime vittime. Nonostante la resistenza civile e le diverse vittorie riportate, Goryeo non fu in grado di sopportare le invasioni, che causarono devastazione, perdita di vite umane e carestia. Nel 1236, Gojong ordinò di rifare i Tripitaka Koreana, andati distrutti nell'invasione del 1232, e ci vollero quindici anni per inciderli su 81.000 blocchi di legno.
Nel marzo 1258, il dittatore Choe Ui fu assassinato da Kim Jun, ponendo fine al regime militare, e gli studiosi che avevano insistito sulla pace con la Mongolia guadagnarono potere. Goryeo non era mai stato conquistato dai mongoli, ma, esausto dopo decenni di combattimenti, mandò il principe ereditario Wang Jeon alla capitale di Yuan per giurare alleanza; Kublai Khan accettò e gli diede una delle sue figlie in sposa. Khubilai, diventato khan dei mongoli e imperatore della Cina nel 1260, non impose un governo diretto su Goryeo: alla dinastia fu permesso di sopravvivere e i matrimoni con i mongoli furono incoraggiati, anche con la famiglia imperiale. Alcuni ufficiali militari che si rifiutarono di arrendersi diedero vita alla rivolta di Sambyeolcho e resistettero nelle isole a sud della costa coreana.
Dopo il 1270, Goryeo diventò uno stato cliente semi autonomo di Yuan. I mongoli e Goryeo strinsero legami matrimoniali, e il regno coreano fu vassallo di Yuan per circa ottant'anni, mentre i suoi re sposarono principesse mongole, diventando generi della famiglia imperiale; l'ultima imperatrice di Yuan fu una principessa coreana. I re di Goryeo avevano uno status sociale molto elevato, come altre famiglie importanti di Mardin, gli Uiguri e i mongoli (Oirati, Ongirrat e Ikeres). Si sostiene che uno dei sovrani di Goryeo fosse il nipote che Kublai Khan amava di più.
Goryeo sopravvisse sotto il dominio di Yuan finché re Gongmin non cominciò a respingere le guarnigioni mongole nel 1350, arrivando nel 1356 a riconquistare tutti i territori settentrionali andati perduti.

### Ultima riforma e caduta
Nel 1341, dieci anni prima di salire al trono di Goryeo, re Gongmin fu mandato a Yuan, dove trascorse molti anni come prigioniero e sposò una principessa mongola, che sarebbe poi diventata la regina Noguk. A metà del quattordicesimo secolo, tuttavia, la dinastia Yuan iniziò a crollare, finendo per essere rimpiazzata dalla dinastia Ming nel 1368. Gongmin iniziò quindi delle riforme volte a rimuovere dal governo di Goryeo le influenze mongole, allontanando per prima cosa tutti gli aristocratici e i funzionari militari pro-mongoli dalle loro posizioni. Yuan aveva poi annesso le province settentrionali di Goryeo dopo le invasioni, incorporandole nel proprio impero come prefetture di Ssangseong e Dongnyeong. L'esercito di Goryeo le riconquistò in parte grazie alla diserzione di Yi Ja-chun, un ufficiale coreano minore in servizio a Ssangseong, e di suo figlio Yi Seong-gye.
Dopo la morte di sua moglie Noguk nel 1365, Gongmin cadde in depressione, disinteressandosi alla politica e affidandone le redini al monaco buddhista Sin Don. Tuttavia, sei anni dopo il monaco perse la sua posizione e, nel 1374, Gongmin fu ucciso da Choe Man-saeng e altri uomini.
Durante questo periodo tumultuoso, Goryeo aveva conquistato momentaneamente Liaoyang nel 1356, respinto due grandi invasioni dei Turbanti Rossi nel 1359 e 1360, e sconfitto nel 1364 l'ultimo tentativo di Yuan di dominare Goryeo grazie al generale Choe Yeong. Durante gli anni Ottanta del 1300, Goryeo concentrò la sua attenzione sulla minaccia dei wokou (in coreano 왜구?, 倭寇?, waeguLR) e usò l'artiglieria navale creata da Choe Mu-seon per annientare centinaia di navi pirata.
Nel 1388, re U, figlio di Gongmin e una sua concubina, elaborò una campagna insieme al generale Choe Yeong per invadere il Liaoning. Mise il generale Yi Seong-gye a capo della spedizione, ma l'uomo si fermò al confine e si ribellò. Gli ultimi tre sovrani di Goryeo furono messi a morte, e Yi Seong-gye usurpò il trono, fondando Joseon nel 1392 e diventandone il primo re, Taejo.

## Economia
Goryeo fu principalmente un paese agricolo, sebbene esistessero scambi commerciali con l'estero e alcune attività artigianali. Le colture erano principalmente di riso, orzo, miglio, ginseng, varie spezie, fagioli (di soia, mungo e azuki) e frutta. Attività commerciali permanenti (경시?, gyeongsiLR) operavano solo nella capitale. In campagna si svolgevano fiere occasionali, con accordi commerciali basati sullo scambio. Le famiglie avevano un ruolo principale nel commercio.
Nel corso dei secoli, la legge sulla distribuzione della terra cambiò diverse volte; ci fu un periodo in cui la terra era divisa tra la nobiltà in diciotto categorie, e le vedove potevano averne la proprietà. L'unità di misura era il gyeol (결?), cioè la quantità di grano prodotta da un'unità terriera. La proprietà era principalmente in mano a residenti della capitale che la facevano coltivare a schiavi e affittuari, e gli ultimi dovevano dare un quarto del raccolto al signore. La proprietà fondiaria rimaneva in teoria dello Stato ed era proibito avere della terra privata, ma in pratica i proprietari terrieri la vendevano liberamente e, con l'ascesa della nobiltà durante il crollo dell'amministrazione governativa, le terre coltivabili finirono nelle mani della maggior parte delle famiglie privilegiate. Nel dodicesimo secolo, a Goryeo c'erano circa 360 grandi proprietà. La terra non veniva ereditata solo dai figli maschi, ma lo stesso diritto era concesso alle femmine e alle vedove.
La produzione manifatturiera (소?) era nelle mani dello Stato e lavorava le materie prime producendo oro, argento, ferro, sale, seta, carta, carbone, olio, ceramica, filati, inchiostro e gioielli. Nel 1363, la produzione del cotone iniziò a influenzare anche la Cina. Verso la fine del primo secolo del 1300, grazie alla polvere da sparo, fu introdotta anche la produzione delle armi da fuoco, ma non contribuì significativamente all'economia. I lavoratori erano per lo più schiavi.
Re Seongjong (981-997) mise grande enfasi sullo sviluppo dell'agricoltura e sostenne l'espansione del trasporto terrestre e idrico. Durante il suo regno furono coniate monete di ferro, poi nel 1097 di rame e nel 1101 d'argento, e in seguito circolarono monete d'oro e banconote. Lo Stato riscuoteva le tasse, e le terre non di proprietà dei privilegiati ("sudditi meritevoli", cioè le famiglie e le vedove dei funzionari di alto rango) o dello Stato e dei templi erano gravate da un'imposta fondiaria. A questo scopo erano divise in tre gruppi in base alla fertilità e veniva tassato un decimo del raccolto; inoltre le famiglie dovevano pagare un canone in base al numero di uomini tra i 16 e i 59 anni di età. Erano anche tassati il sale, le attività commerciali e le navi. A differenza dei canoni, le altre tasse erano pagate con beni materiali.
Sebbene il commercio con gli altri Paesi fosse fiorente durante Silla, le opportunità di scambi con l'estero si ridussero significativamente durante Goryeo, anche se continuavano i rapporti commerciali con la Cina e i mongoli, e il porto di Ryeseong (례성?) giocava un ruolo importante. Occasionalmente c'erano scambi anche con il Giappone, e nella capitale furono costruite delle locande per i mercanti stranieri. Goryeo vendeva principalmente ginseng, stoffa, carta, inchiostro, metalli, feltro e stoviglie, e importava tè, prodotti laccati, libri, colori e medicine. Come Silla, ebbe legami con i mercanti arabi, che compravano spezie, coralli e mercurio in cambio di oro e tessuti, e, verso la fine del regno, venivano intrattenuti scambi commerciali anche con la Thailandia.
Un'istituzione di Goryeo era poi il cosiddetto "bo" (보?), l'equivalente di una gilda: operavano nel ramo finanziario come prestatori di denaro, ma anche nel campo commerciale, della carità e dell'educazione.

## Società
La popolazione di Goryeo nell'undicesimo secolo era di circa 2,1 milioni, ma altre fonti riportano anche cinque o sei. Nella capitale c'erano almeno 300.000 persone adulte e 8.500 artigiani. La società era pesantemente divisa in quattro classi principali in base alla nascita: in cima alla piramide sociale c'erano la famiglia reale e i suoi parenti, i funzionari di rango elevato (품?, pumLR) e le loro famiglie, e i membri di alcune famiglie rurali di alto profilo; nella classe media c'erano i funzionari di palazzo (남반?, nambanLR) e di rango inferiore e le loro famiglie, i funzionari delle zone rurali (향리?, hyangniLR) e i loro subordinati (하급장교?, hageupjanggyoLR). Questa classe era istruita e possedeva la terra, oltre a godere di alcuni privilegi. Al gradino sottostante si collocava la classe inferiore (양민?, yangminLR; brava gente), che comprendeva contadini liberi, soldati, artigiani, mercanti e pescatori; al quarto e ultimo c'era la classe più bassa (천민?, cheonminLR), formata da barcaioli, messaggeri, cacciatori, macellai, minatori e saltimbanchi, che venivano considerate occupazioni inferiori, e gli schiavi (노비?, nobiLR) pubblici o privati. Gli schiavi vivevano in comunità separate ed erano legati ai loro luoghi di lavori, come i contadini alle terre. I loro figli diventavano automaticamente schiavi, e anche i criminali e i prigionieri di guerra, persino se di classe agiata, potevano diventarlo. I maschi adulti erano chiamati gano (가노?), le donne gabi (가비?) e i bambini gadong (가동?).
A differenza del successivo regno di Joseon, guidato dal Confucianesimo, a Goryeo anche le donne potevano avere delle proprietà ereditabili dai figli e, se morivano senza discendenti, questi passavano ai fratelli e non al marito in quanto non venivano considerate parte della famiglia dello sposo dopo le nozze. Donne e uomini erano liberi di frequentarsi, e solitamente il matrimonio si teneva a casa della sposa, dove il marito spesso si trasferiva per periodi più o meno lunghi. Un uomo poteva avere tre o quattro mogli, il divorzio era ammesso e, contrariamente a Joseon, le vedove potevano risposarsi. In media, gli uomini si sposavano a vent'anni e le donne a diciassette.

## Cultura

### Religione

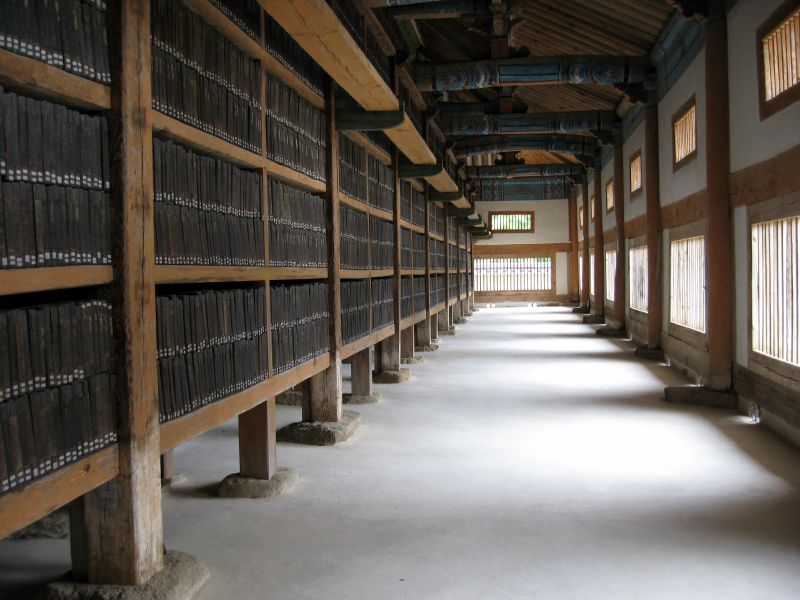
I Tripitaka Koreana al tempio Haeinsa.

La religione ufficiale di Goryeo era il buddhismo praticato a Baekje e Silla, che però conviveva con lo sciamanesimo, il confucianesimo e il taoismo. L'influenza dei templi buddhisti e dei monaci era molto forte, e in tempo di guerra questi formavano un esercito. C'erano due importanti feste religiose, il yeondeunghoe (연등회?; festa delle lanterne di loto) e il palgwanhoe (팔관회), dove venivano eseguite danze rituali, canti e rappresentazioni musicali per gli dei e gli spiriti delle montagne e dei fiumi, pregando per il benessere del paese: questa tradizione di Silla fu gradualmente trasformata in una festa per il raccolto.
Il buddhismo coreano subì diversi cambiamenti per via del monaco Uicheon, figlio di re Munjong di Goryeo, che visitò la Cina nel 1085 e apprese le idee taoiste e confuciane. Tornato a casa, iniziò a diffondere gli insegnamenti della scuola di Tiāntái e poi creò un proprio ordine, e nella capitale e in tutto il paese furono costruite numerose chiese. Molti dei membri della famiglia reale e della nobiltà vi aderirono. All'inizio anche i poveri potevano diventare monaci, ma nel 1059 fu approvata una legge che ne limitava il numero. I templi possedevano vasti appezzamenti terrieri e schiavi, e producevano grandi quantità di alcol.

### Istruzione
Nel 958, re Gwangjong ordinò l'adozione del sistema di esami cinese, ampliando la base confuciana dell'educazione a Goryeo, vista la presenza già da diversi anni di altre scuole della stessa religione per l'istruzione dei nobili. Nel 992 fu istituita la prima accademia, il Gukjagam (국자감?), che consisteva di sei sezioni, di cui tre che trattavano di dottrine confuciane, e le altre di legge, amministrazione statale e matematica. Gli studenti erano classificati in base alle loro origini. Alla fine del decimo secolo, un insegnante confuciano e un dottore furono mandati in ogni distretto per promuovere l'istruzione. Furono create la biblioteca reale (비서성?, BiseoseongLR) e il Suseowon (수서원?), dove venivano prodotti libri. Molti testi furono importati dalla Cina a fini educativi.
Per la fine del decimo secolo, l'esame per l'accesso alle cariche pubbliche (과거?, gwageoLR) fu articolato in due passaggi: il jinsa (진사?), che trattava di poesia e letteratura, e il myeonggyeong (명경?) sui Classici confuciani. Soltanto i figli delle famiglie nobili erano in grado di superarlo, ma ai figli dei ministri più prestigiosi venivano assegnate delle cariche senza sostenerlo.
Oltre alle accademie statali, esistevano anche scuole private fondate da funzionari in pensione e studiosi, come ad esempio Choe Chung. Esistevano dodici di queste scuole nella capitale, che vantavano candidati di maggior successo rispetto all'accademia nazionale; dato il loro prestigio crescente, tra la fine dell'undicesimo secolo e l'inizio del dodicesimo lo Stato cercò di riformare il sistema educativo e aumentare i requisiti per le scuole della capitale (경학?, gyeonghakLR) e le scuole rurali (향학/향교?, hyanghak/hyanggyoLR). Durante questo periodo, l'accademia nazionale si espanse nei campi della scienza militare e della medicina.

### Arti

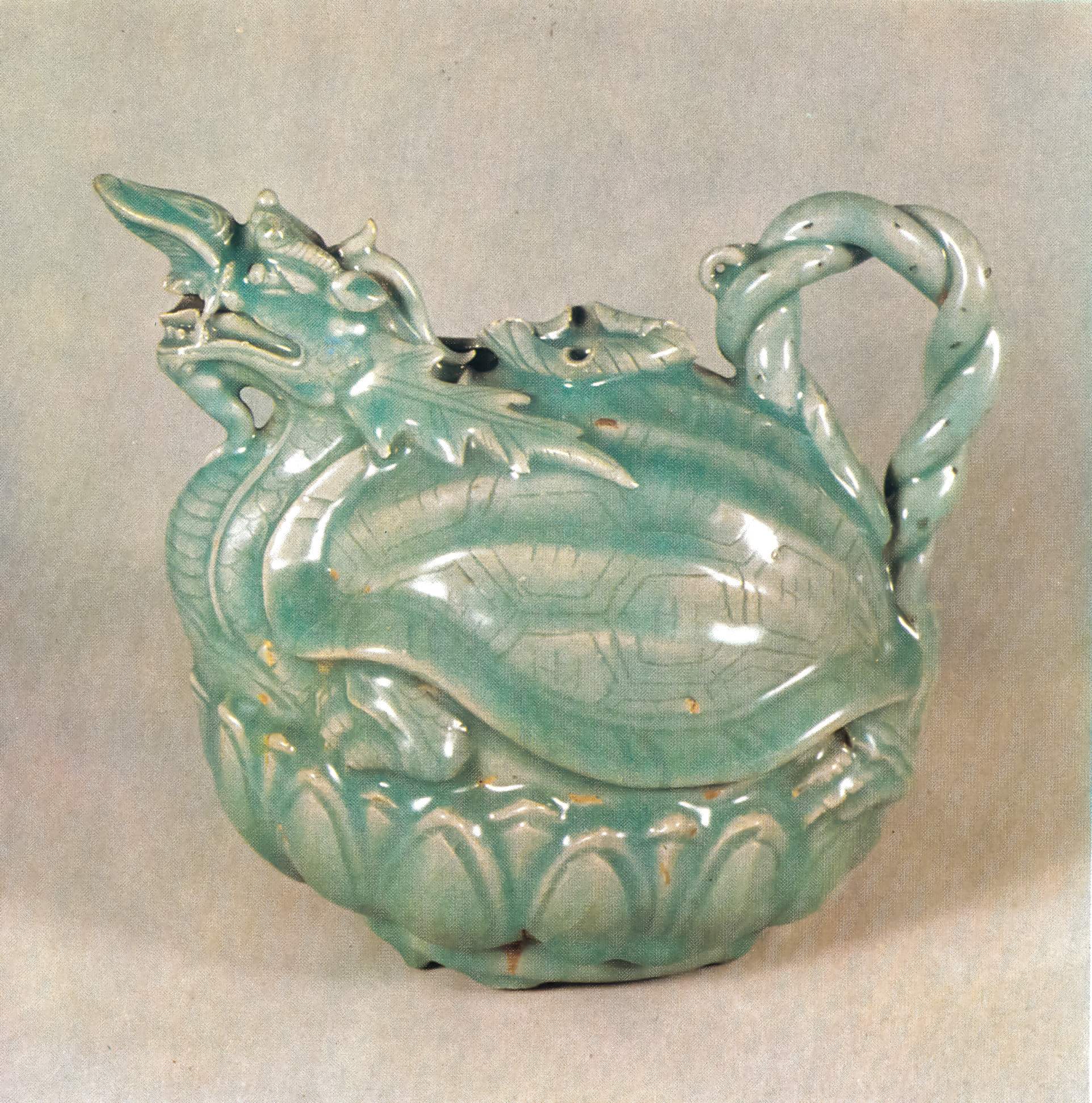
Una caraffa d'acqua a forma di drago-tartaruga.

Anche l'arte di Goryeo fu influenzata dall'eredità di Silla e dal rapporto più stretto con le dinastie cinesi. Solo dieci dipinti dell'epoca sono sopravvissuti, principalmente in Giappone: alcuni trattano temi buddisti, ma figurano anche una battuta di caccia e due paesaggi, e sono realizzati principalmente nello stile della dinastia Song. I pochi murali sopravvissuti si trovano invece nei templi Buseoksa e Sudeoksa, e in alcune tombe contemporanee.
La scultura era dominata dalle figure buddiste, in particolare Buddha di ferro o pietra, ma, rispetto a Silla, la quantità e la qualità sono più scarse. L'esempio più tipico di maschera era quella di legno, probabilmente ispirata da Tang e poi dal Giappone.
Uno dei tesori più famosi di Goryeo è il celadon. Dopo aver copiato inizialmente quelli cinesi, gli artigiani di Goryeo crearono i propri. Inizialmente semplici, nel dodicesimo secolo i pezzi erano già impreziositi da intagli tipici dei celadon coreani. La tecnica della laccatura fu appresa dalla Cina durante i Tre regni di Corea, ma in seguito si sviluppò fino ad arrivare a caratteristiche sue proprie, con intarsi in madreperla. Dai pezzi ritrovati, a essere laccati erano principalmente gli incensieri e i rosari buddisti, che solo i ricchi potevano permettersi.
Venivano inoltre realizzati incensieri di bronzo per i templi buddisti, kundika e specchi.

### Architettura

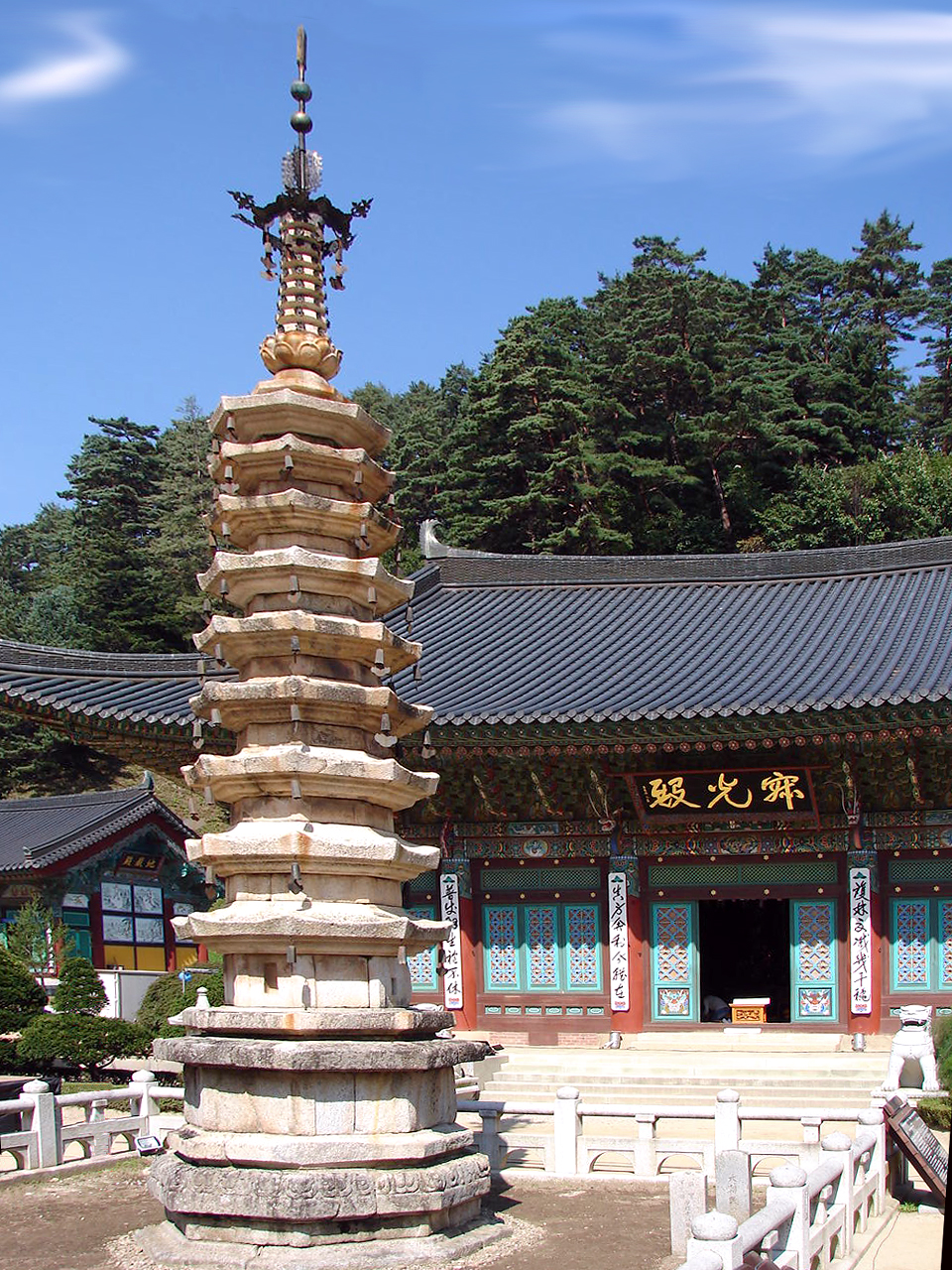
La pagoda a nove piani presso il tempio Woljeongsa.

L'architettura di Goryeo fu probabilmente influenzata da quella di Tang, giunta nel Paese nel dodicesimo secolo per via degli scambi commerciali. Questo stile è noto come jusimpo (주심포?), costituito da beccatelli di colonna lignei a sostegno di letto. Nel 1300, con la dinastia Song, iniziò a diffondersi un nuovo stile, il dapo (다포?), nel quale vengono collocati dei sostegni sugli architravi tra i pilastri.
Nella costruzione delle pagode, Goryeo seguì inizialmente le tradizioni di Silla; in seguito, però, lo stile cambiò completamente, con l'aggiunta di numerosi piani e la riduzione significativa dell'altezza degli stessi. Furono anche realizzate pagode ottagonali come quella a nove piani del tempio Woljeongsa. Per la fine dell'era, però, la costruzione di pagode era cessata.
Pochi monumenti di Goryeo sopravvivono, principalmente risalenti al quattordicesimo secolo, come i templi Buseoksa e Sudeoksa, e la pagoda di marmo del tempio Gyeongcheonsa, custodita al Museo nazionale della Corea.

### Letteratura
Grazie all'istruzione in continua espansione, furono pubblicati sempre più libri. Nel 1013 iniziò la pubblicazione di un riassunto della storia di Goryeo in 36 volumi, che andò distrutto in un attacco. Delle pubblicazioni restanti, il Samguk sagi (삼국사기?; "Storia dei Tre Regni") del 1145 e il Samguk yusa (삼국유사?; "Memorie dei Tre Regni") del 1285 rivestono un ruolo importante nello studio della storia della Corea antica. Quando scappò sull'isola di Ganghwa nel 1234, Choi Yun-ui pubblicà i cinquanta volumi del Sangjeong gogeum yemun (상정 고금 예문?; "Descrizione dettagliata del passato e del presente"). Il Dongmyeongwang pyeon (동명왕편?; "Leggenda del re Dongmyeong") di Lee Gyu-bo narrava la storia della fondazione di Goguryeo, il Karak gukgi (가락 국기?) raccoglieva le storie e le leggende della confederazione di Gaya, mentre il Silla su-i jeon (신라 수 이전?; "Bizzarre storie di Silla") le leggende soprannaturali di Silla. Furono anche pubblicati numerosi libri e testi buddisti come il Jikji.
Grazie all'influenza cinese, poeti della Cina come Li Bai o Du Fu raggiunsero grande popolarità, e i poeti coreani scrissero anche poemi nel loro stile chiamati hansi (한시?). Per la fine del tredicesimo secolo apparvero il poema corto sijo (시조?) e il più lungo changga (창가?), ma probabilmente anche il gasa (가사?) potrebbe risalire a Goryeo. Un tema comune dei componimenti era l'amore espresso con sincerità, in forte contrasto con le tradizioni letterarie di Silla e la poesia degli emarginati. Importanti studiosi confuciani dell'epoca scrissero poemi e testi in prosa, come Choi Chung e Choe Seung-no. Durante Goryeo nacquero anche canzoni in lingua coreana: i due tipi rappresentativi sono il sog-yo (속요?) e il gyeonggichega (경기체가?). Rimangono i testi di 33 canzoni, e i titoli di 39 brani.
Per ordine reale, durante Goryeo si iniziarono a raccogliere le storie popolari, e molti scrittori e poeti divulgarono la letteratura paegwan (패관?). Molto diffuse erano anche le biografie.

### Musica e danza
Quando il buddismo divenne la religione di Stato, la musica e la danza religiose vennero alla ribalta, e grazie all'influenza della Cina, la musica di corte dangak (당악?; "musica di Tang") ereditata da Silla e il teatro in stile cinese continuarono a sopravvivere. Grazie ai festival yeondeunghoe (연등회?; "festival delle lanterne a loto") e palgwanhoe (팔관회?), la danza e la musica divennero arti importanti. A questo contribuì la comparsa delle gisaeng; inoltre, durante la festa del raccolto veniva eseguita una danza sciamanica ereditata da Silla, il cheoyongmu (처용무?). Fu durante Goryeo che vennero fondate le prime compagnie itineranti che eseguivano canzoni e danze di solito presenti ai festival, accompagnate da acrobazie e spettacoli satirici. Tra gli strumenti ereditati dall'epoca figurano lo hun (훈?), un flauto, e il piri (피리?). Oltre agli strumenti cinesi, venivano suonati anche strumenti coreani come il daegeum (대금?), il geomungo (거문고?) a sei corde, il gayageum (가야금?) a dodici corde e lo haegum (해금?).

## Struttura politica

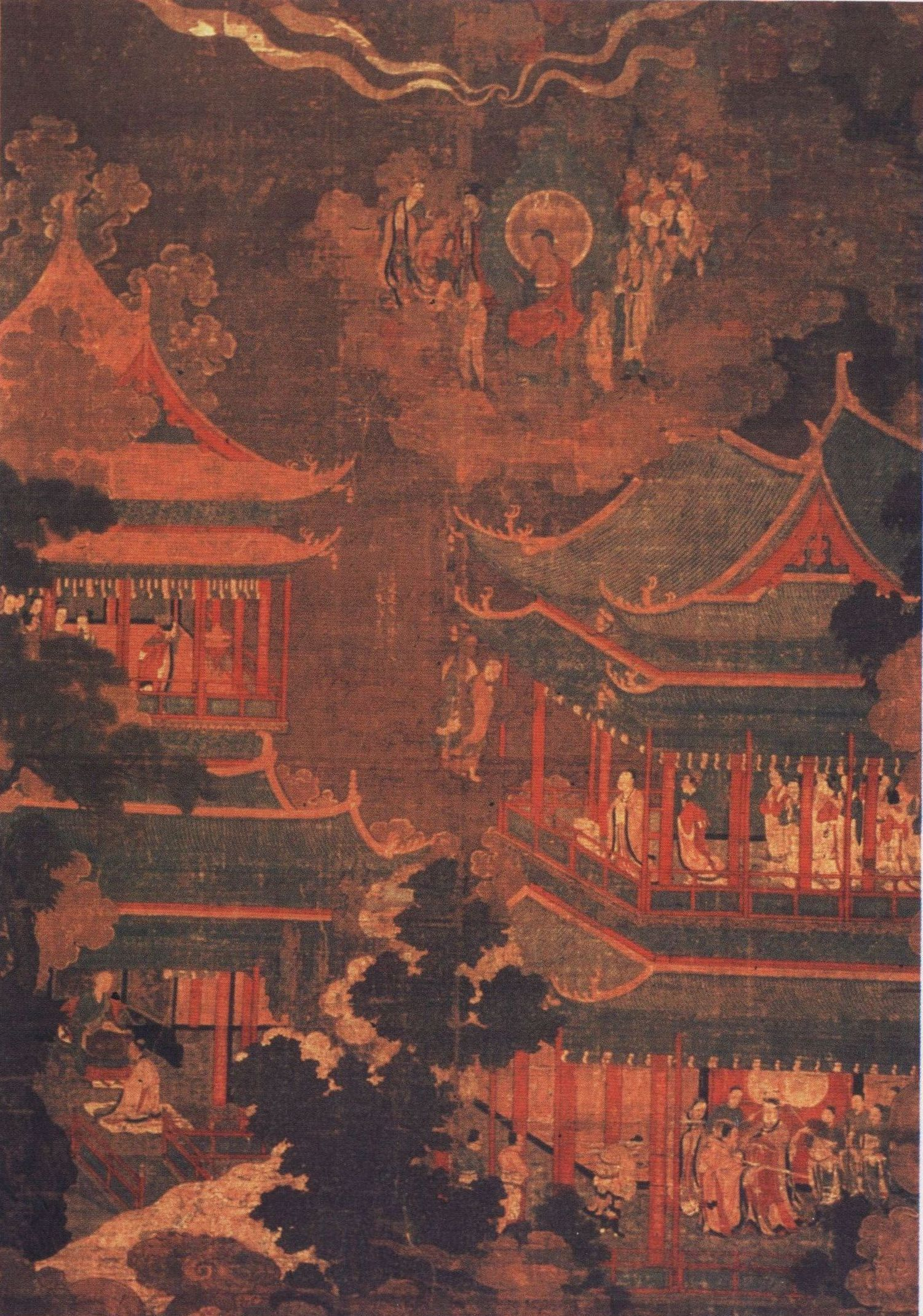
Un'immagine del palazzo di Goryeo.

La terminologia usata nella corte di Goryeo non era quella di un regno, ma di un impero. La capitale, Gaegyeong, veniva chiamata "capitale imperiale" (황도?, 皇都?, hwangdoLR) e il palazzo "palazzo imperiale" (황성?, 皇城?, hwangseongLR). La nazione aveva anche più capitali contemporaneamente: Gaegyeong era la capitale principale, mentre Seogyeong, Namgyeong e Donggyeong erano le capitali secondarie. L'uso di questo sistema e l'utilizzo del carattere gyeong (경?, 京?) nei nomi delle capitali implica che Goryeo funzionasse internamente come impero.
I sovrani di Goryeo usavano i titoli di "imperatore" (황제?, 皇帝?, hwangjeLR) e "imperatore del mare orientale" (해동천자?, 海東天子?, haedongcheonjaLR). Postumamente, non furono consacrati come imperatori, ma con il titolo di "grande re" (대왕?, 大王?, dae-wangLR) tramandato da Goguryeo, e che continuò a essere usato fino alla fine di Joseon. Venivano inoltre usati nomi templari, atipici di un regno. Altri termini come "maestà imperiale" (성상?, 聖上?, seongsangLR), "imperatrice" (황후?, 皇后?, hwanghuLR), "principe ereditario imperiale" (태자?, 太子?, taejaLR), "imperatrice vedova" (태후?, 太后?, taehuLR) e "ordinanza imperiale" (詔 oppure 勅) suggeriscono che Goryeo avesse adottato il sistema di titoli di un impero.
Le dinastie cinesi Song e Liao tollerarono le pretese e le pratiche imperialiste di Goryeo, mentre, dopo l'invasione mongola, furono proibite e i sovrani di Goryeo da Wonjong furono costretti a inserire il carattere "jung" (충?, 忠?), che significa "leale", nei loro nomi postumi, fino al regno di Gongmin. Con la diminuzione del potere mongolo, i sovrani non furono più costretti a inserire il carattere "jung", ma era comunque loro impedito di tornare a usare i nomi templari.
Per rafforzare il potere del governo centrale, il quarto sovrano Gwangjong emanò diverse leggi, tra le quali una per emancipare gli schiavi nel 958 e un'altra per creare un nuovo esame di Stato per l'assunzione dei funzionari pubblici. Per affermare il potere a livello internazionale, proclamò anche Goryeo un impero indipendente da qualunque altra nazione del tempo.
Il quinto sovrano, Gyeongjong, lanciò una riforma della proprietà terriera chiamata jeonsigwa (전시과?, 田柴科?), mentre il sesto, Seongjong, nominò i funzionari delle aree locali, ai quali prima succedevano i signori. Tra il 993 e il 1019, la guerra con i Kitai devastò il confine settentrionale.
Giunti al regno dell'undicesimo sovrano, Munjong, il governo centrale ottenne l'autorità completa e pieno potere sui signori locali. Munjong e i re successivi enfatizzarono l'importanza del controllo civile della milizia.

## Sovrani
1. Taejo (918–943)
2. Hyejong (943–945)
3. Jeongjong (定宗) (945–949)
4. Gwangjong (949–975)
5. Gyeongjong (975–981)
6. Seongjong (981–997)
7. Mokjong (997–1009)
8. Hyeonjong (1009–1031)
9. Deokjong (1031–1034)
10. Jeongjong (靖宗) (1034–1046)
11. Munjong (1046–1083)
12. Sunjong (1083)
13. Seonjong (1083–1094)
14. Heonjong (1094–1095)
15. Sukjong (1095–1105)
16. Yejong (1105–1122)
17. Injong (1122–1146)
18. Uijong (1146–1170)
19. Myeongjong (1170–1197)
20. Sinjong (1197–1204)
21. Huijong (1204–1211)
22. Gangjong (1211–1213)
23. Gojong (1213–1259)
24. Wonjong (1259–1269)
25. Yeongjong (1269)
26. Wonjong (1269–1274)
27. Chungnyeol (1274–1308)
28. Chungseon (1308–1313)
29. Chungsuk (1313–1330, 1332–1339)
30. Chunghye (1330–1332, 1339–1344)
31. Chungmok (1344–1348)
32. Chungjeong (1348–1351)
33. Gongmin (1351–1374)
34. U (1374–1388)
35. Chang (1388–1389)
36. Gongyang (1389–1392)

## Relazioni estere
Nel corso del decimo secolo, i kitai cercarono di stringere rapporti con Goryeo in almeno due occasioni. Nel 942, il loro sovrano, Taizu, mandò un'ambasciata con cinquanta cammelli a Goryeo, ma re Taejo li rifiutò, cacciando gli inviati e facendo morire gli animali di fame.
Goryeo aveva intrattenuto rapporti con la maggior parte delle Cinque Dinastie e dei regni meridionali della Cina. Nel 962, furono strette relazioni formali con la dinastia Song: i rapporti furono stretti, con molte ambasciate tra i due Stati, ma si sarebbero interrotti con il sorgere delle dinastie Liao e Jin.
Dopo circa 30 anni di pace, i Kitai invasero Goryeo. Dopo numerose compagne militari, nel 1020 si giunse a uno stato di pace. Per circa un secolo, l'Estremo Oriente fu relativamente pacifico, e re Munjong rafforzò l'asse Liao-Song-Goryeo.
Nel 1102, emerse un'altra crisi con l'avvento dei manciù, che fondarono la dinastia Jin nel 1115. Dieci anni dopo, annientarono Liao, stato sovrano di Goryeo, e iniziarono a invadere Song. In risposta a questi cambiamenti, Goryeo si dichiarò stato tributario di Jin nel 1126, e così non fu mai invaso.
Le tensioni continuarono nel dodicesimo e tredicesimo secolo con le invasioni dei mongoli; dopo circa trent'anni di guerra, Goryeo giurò loro alleanza.